# Шапиро, Скотт
Скотт Шапиро (англ. Scott J. Shapiro) — профессор права и философии имени Чарльза Саутмейда Йельской школы права и директор Йельского центра права и философии. Соавтор книги «Интернационалисты: как радикальный план объявить войну вне закона изменил мир», редактор сборника «Оксфордский справочник по юриспруденции и философии права». Известен своей правовой теорией планирования, изложенной в книге «Законность» и одноимённом подкасте.

## Философия права
Скотт Шапиро является сторонником эксклюзивного правового позитивизма (exclusive legal positivism), аналитической юриспруденции и концептуального анализа. Главным трудом Шапиро считается книга «Законность», вышедшая в 2011 году, в которой он синтезирует собственные философско-правовые взгляды с философией действия Майкла Братмана. Шапиро анализирует правовые теории главных представителей англо-американской философии права: Джона Остина и его командную теорию, теорию первичных и вторичных норм Герберта Харта и интерпретационную теорию Рональда Дворкина.